# И Тэн
И Тэн (кит. упр. 弋腾, пиньинь Yì Téng; род. 22 февраля 1990) — китайский футболист, защитник клуба «Гуанчжоу Фули».

## Клубная карьера
И Тэн начал футбольную карьеру с подписания контракта с молодёжной академией «Чунцин Лифань» в 2003 году. После двух лет выступлений за команду молодёжной академии, И перешёл в молодёжную команду «Чэнду Блейдс» в 2005 году. 23 октября 2009 года официально перешёл в команду Лиги 2 Франции «Мец» после того, как присоединился к команде и прошёл с ней сбор. Таким образом И стал вторым китайским футболистом, который выступал во Франции после Ли Цзиньюя, который играл в «Нанси» в 1998 году. В сезоне 2010-11 И попал в первую команду «Меца», однако не произвёл впечатления на тренерский штаб и не играл практически весь сезон.
В июле 2011 года И подписал контракт с командой Суперлиги Китая «Шэньчжэнь Руби». 21 августа 2011 года дебютировал в составе нового клуба, а его команда победила со счётом 4–2 «Далянь Шидэ». И в этом матче вышел на замену Лю Чао на 82-й минуте матча. Тренер Филипп Труссье назначил И капитаном команды в 2012 году, когда она покинула Суперлигу.
1 января 2013 года И вместе с Чжао Пэном и Цзэн Чэнем перешёл в клуб-лидер Суперлиги «Гуанчжоу Эвергранд», а его бывшая команда получила за трансфер ¥10 млн. 10 июля 2013 года дебютировал за «Гуанчжоу» в четвёртом раунде Кубка КФА розыгрыша 2013 года, в котором его команда победила «Куньмин Жуйлун» со счётом 7–1. В сезоне дебютировал 25 августа 2013 года выйдя на замену Элкесону на последних минутах матчах против «Гуанчжоу Фули».
10 февраля 2014 года И перешёл в рамках арендного соглашения в команду «Ляонин Хувин». Соглашение было рассчитано на один сезон. Дебютировал в составе клуба 9 марта 2014 года, а его команда сыграла вничью 1–1 с «Шанхай Ист Эйша». 18 июня 2015 года вновь отправился в аренду, на этот раз в команду «Ханчжоу Гринтаун», где встретился со своим бывшим тренером Филиппом Труссье. В составе нового клуба дебютировал 28 июня 2015 года, однако его команда проиграла со счётом 2–0 «Гуанчжоу Фули». В январе 2016 года на правах аренды перешёл в команду Первой лиги «Бэйцзин Жэньхэ». 12 февраля 2016 года И был продан в «Гуанчжоу Фули» как часть сделки по Лю Дяньцзо. Он присоединился к команде в 2017 года после возвращения из Пекина. За новый клуб дебютировал 13 марта 2016 года, а клуб сыграл вничью 0–0 в гостях против «Хунань Биллоуз».
Официально трансфер И в Гуанчжоу состоялся 29 декабря 2016 года, а игрок подписал трёхлетний контракт с клубом. В составе «Гуанчжоу Фули» дебютировал 4 марта 2017 года в домашней победе над «Тяньцзинь Цюаньцзянь». 10 сентября 2017 года забил свой первый гол в матче против «Хэбэй Чайна Форчун», в котором его команда уступила со счётом 1–2. Второй гол забил 4 ноября 2017 года в домашней победе со счётом 2–0 над «Чунцин Лифань».
В 2018 году И стал капитаном клуба после перехода Цзян Чжипэна. 25 апреля 2018 года подписал новый контракт с клубом, рассчитанный до 2022 года.

## Достижения

### Клубные
Гуанчжоу Эвергранд
- Победитель Суперлиги Китая: 2013
- Чемпион Лиги чемпионов Азии: 2013